# Saín Alto
Saín Alto é um município do estado de Zacatecas, no México.